# Mount Cronin
Mount Cronin är ett berg i Kanada.   Det ligger i provinsen British Columbia, i den centrala delen av landet, 3 700 km väster om huvudstaden Ottawa. Toppen på Mount Cronin är 2 396 meter över havet.
Terrängen runt Mount Cronin är kuperad åt nordost, men åt sydväst är den bergig. Mount Cronin är den högsta punkten i trakten. Trakten runt Mount Cronin är nära nog obefolkad, med mindre än två invånare per kvadratkilometer.. Det finns inga samhällen i närheten.
Trakten runt Mount Cronin består i huvudsak av gräsmarker.